# Paris-Orly Lufthavn
Paris-Orly Lufthavn er en fransk lufthavn placeret delvist i Orly og delvist i Villeneuve-le-Roi. Den
er beliggende 13 km syd for Paris. Før opførelsen af Charles de Gaulle lufthavnen,
var Paris-Orly hovedlufthavn for Paris. Selv efter overførslen af størstedelen af den internationale flytrafik til Charles-de-Gaulle
er Orly den travleste franske lufthavn for regionaltrafik og den næst-travleste for den samlede trafik med 26.441.000 passagerer i 2007.
Orly strækker sig over 15.3 km² og breder sig over 2 departementer og 7 kommuner:
- I Essonne departementet: Kommunerne: Paray-Vieille-Poste (Vest terminalen og halvdelen af syd terminalen), Wissous, Athis-Mons, Chilly-Mazarin, og Morangis.
- I Val-de-Marne departementet: Kommunerne: Villeneuve-le-Roi og Orly (halvdelen af syd terminalen).

Lufthavnen administreres udelukkende af Aéroports de Paris, der også administrerer Charles de Gaulle lufthavnen,
Le Bourget Lufthavnen og flere mindre lufthavne i Paris' forstæder.